# 루돌프 폰 외스터라이히웅가른 황태자
루돌프 프란츠 카를 요제프 외스터라이히웅가른 황태자(독일어: Rudolf Franz Karl Joseph Kronprinz von Österreich-Ungarn, 1858년 8월 21일 ~ 1889년 1월 30일)는 오스트리아 황제 프란츠 요제프 1세와 황후 엘리자베트의 유일한 아들로, 태어나자마자 오스트리아-헝가리 제국의 황태자가 되었다. 누나 조피와 기젤라, 여동생 마리 발레리가 있었으나 그 중 조피는 2살 때 열병으로 사망하였다. 그는 정치적인 노선이 다른 아버지와 대립했으며, 모후는 그에게 신경을 별로 쓰지 않게 되어 성격이 병들어갔고, 결국 사냥용 별장인 마이얼링에서 남작의 딸인 마리 폰 베체라와 동반 자살하였다.

## 유년기
그가 어릴 때, 아버지인 프란츠 요제프 1세는 새벽부터 일어나 공무를 처리하기 바빴고 모후인 황후 엘리자베트는 일 년 중 대부분 여행을 떠나 있었기 때문에 그는 부모의 관심의 대상이 아니었다. 조모인 조피 대공비는 황태자인 그를 어머니와 누이들로부터 떨어트려놓은 채 군인으로서 엄격하게 교육시켰다. 대공비가 황태자의 교육을 위임한 첫 담당자는 장군 곤트레코트 백작으로, 프로이센 식의 노련한 검사였으며 매우 엄격하였다. 

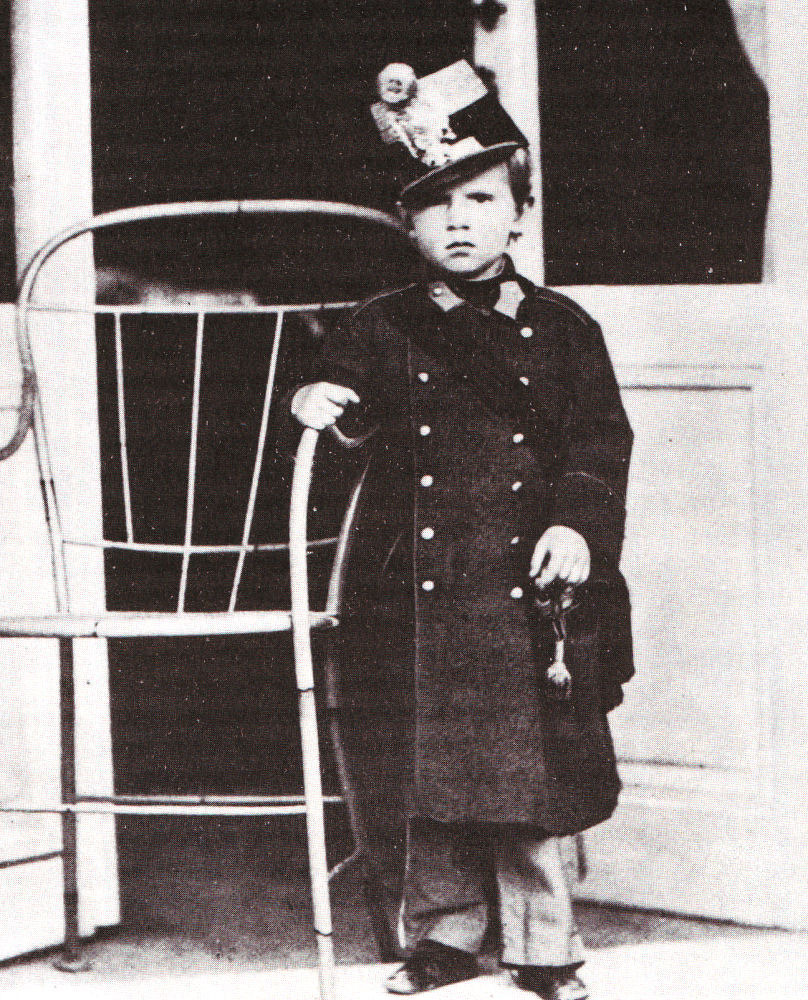
어린 루돌프.

 그는 7살의 어린 황태자를 단련시키기 위해 잠자는 황태자 옆에서 권총을 발사하고 그의 몸에 찬물을 부었으며 숲 속에 홀로 내버려두기도 하였다. 어머니 엘리자베트는 이를 가엾이 여겨 황태자의 교육에 관한 권한을 대공비에게서 가져오고 교관을 교체하도록 강력히 요구, 더 유한 성품을 지닌 대령 라토르 백작으로 교육 담당자가 바뀌었다. 그러나 황후는 여행을 떠나기 바빠 궁을 자주 비웠고, 그 때문에 아들의 교육에 대한 책임은 물론 어머니로서의 역할 또한 제대로 다하지 못하였다.

## 정치
성인이 된 그는 어머니의 영향을 받아 친프랑스적인 개혁주의자이자 자유주의자로 자라났기 때문에 친독일적이고 보수적이었던 부황과 정치적으로 대립하였다. 황제는 그런 아들의 사상을 위험하다고 판단하여 정치적으로 전혀 물러설 생각을 하지 않았고(게다가 황제는 매우 건강하기까지 했다. 그는 86년을 살았으며 68년 동안 황제 자리에 있었다.) 그는 자신의 황태자라는 위치를 정치적으로 사용하기 힘들었기 때문에 대신 율리우스 펠릭스라는 가명을 사용하여 진보 신문에 부황의 정치와 제국주의 및 황실을 비난하는 글을 여러 번 기고하기도 하였다. 그는 귀족과 성직자들이 민중을 억압한다고 보았고 근본적으로 사회를 개혁해야 한다고 외쳤으며 부황의 정치체계를 날카롭게 비판할 줄 알았다. 부황은 군주제를 고수하였으나 그는 오스트리아의 속국들이 공화제로 기울어감에 따라 개혁의 필요성을 주장하였다.

## 결혼 및 자녀
그는 벨기에의 공주 스테파니와 결혼하였다. 이는 벨기에와 오스트리아 간의 정치적인 협정을 위한 결혼이었다. 둘의 사이에서 엘리자베트 마리아라는 외동딸이 있었다. 이후 스테파니는 병에 걸려 아이를 낳을 수 없게 되었다고 전해진다.

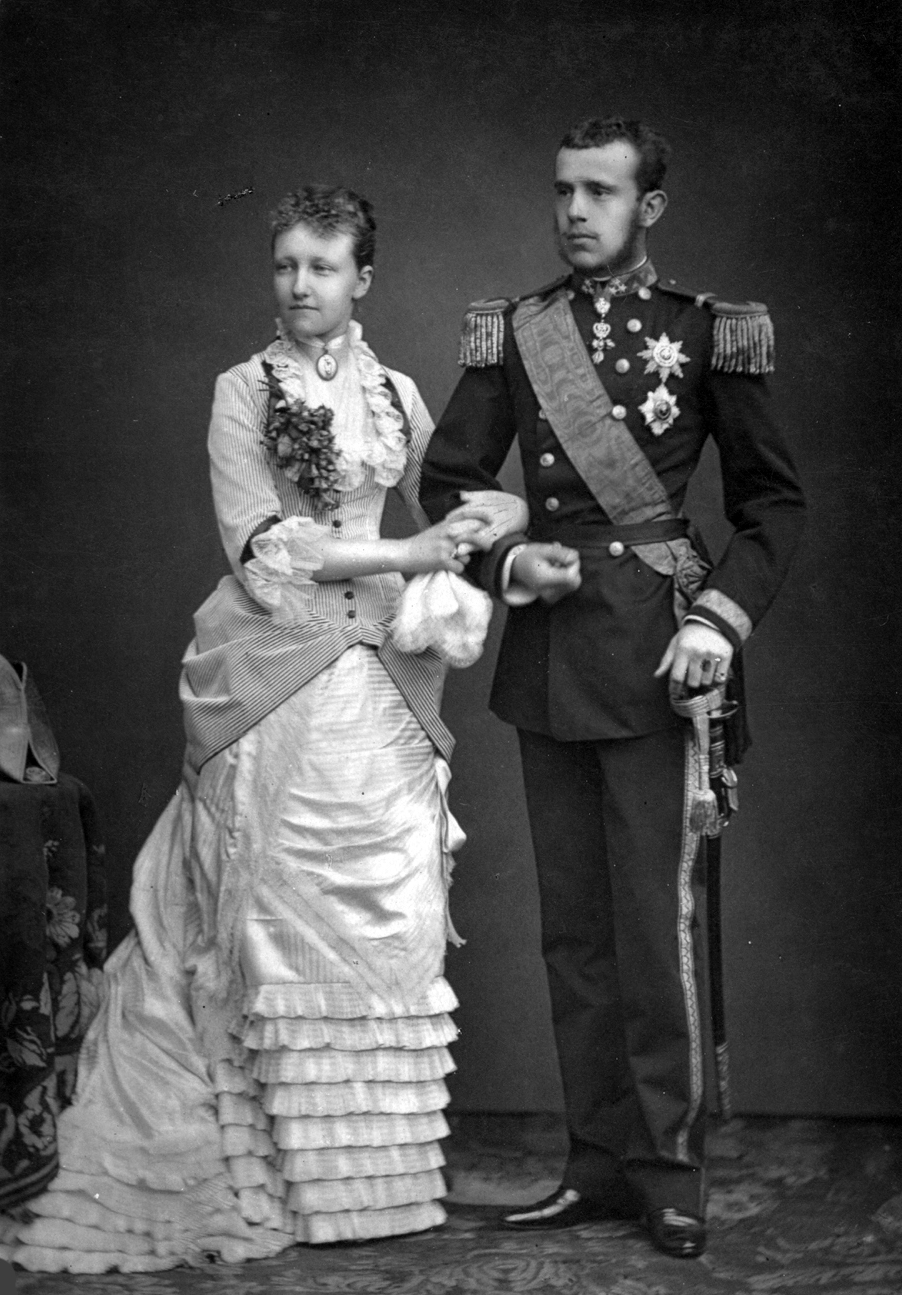
황태자 루돌프와 황태자비 스테파니

## 죽음
루돌프는 사촌 마리 라리슈 백작부인에게서 남작의 딸 마리 폰 베체라를 소개받았다. 그 무렵 루돌프는 이미 죽음에 깊이 심취해 있었고 자살하려는 욕구에 사로잡혀 있었다. 루돌프는 1889년 1월 말 빈에서 남서쪽으로 24 km가량 떨어진 황실 사냥용 별장 마이얼링에 갔다. 루돌프는 아버지를 제외한 가족들, 어머니와 누이동생, 아내에게 편지를 썼다. 1월 29일, 루돌프는 시종에게 "설사 황제가 오신다 해도" 자신의 수면을 방해하지 말라고 당부했고 시종은 다음날 아침 7시 30분경 시종은 루돌프의 침실 문을 두드렸지만 문은 잠겨 있었다. 8시에 루돌프의 친구가 찾아와서 문을 두드렸지만 대답이 없자 문을 부쉈고 방 안에서 루돌프와 마리아의 시체를 발견했다. 황실은 루돌프가 병으로 죽었다고 발표했고 마리아의 어머니는 그로부터 20일이 지나고 나서야 딸의 죽음을 알았다. 1월 31일, 황실은 루돌프의 죽음이 자살이라는 사실을 공식화했고 루돌프의 사인은 자살이었지만 바티칸은 그가 정신병을 앓고 있었다는 이유로 장례를 치르는 것을 허가해 주었다. 황제는 루돌프와 마리아를 만나게 해준 리리슈 백작 부인의 황궁 출입을 영원히 금지했다.

## 루돌프 황태자를 다룬 작품
- 비우
- 엘리자벳

## 같이 보기
- 루돌프섬